# Gratiola japonica
Gratiola japonica är en grobladsväxtart som beskrevs av Friedrich Anton Wilhelm Miquel. Gratiola japonica ingår i släktet jordgallor, och familjen grobladsväxter. Inga underarter finns listade i Catalogue of Life.